# 台灣網際網路
台灣第一個全國性的電腦網路是中華民國教育部電子計算機中心及主要國立大學於1990年7月建立的台灣學術網路（TANet），而台灣的網際網路發展則始於1991年，教育部電算中心於該年12月3日以64Kbps數據專線將TANet連結到美國普林斯頓大學的JvNCNet，就此台灣正式成為網際網路的一員。根據TWNIC的調查，台灣的上網率在2023年時為85%。
連入網際網路的方式，從民國八十時代（1990年代）利用電話線撥接上網，逐漸演變成以ADSL系統和利用有線電視纜線的Cable系統。而無線上網部分，中華民國政府與民間便利商店、連鎖餐飲業者於公共場所建置熱點，並推出免費無線上網方案；也有電信推出付費無線上網方案，使客戶可以透過無線區域網路（WLAN）連入網際網路。此外，隨著智慧型手機問世以及行動通訊的進步，行動電信業者也開始提供上網服務。

## 現況
台灣的上網率在2023年時為85%，行動網路普及率82%，固網寬頻普及率65%，成長趨緩。
台灣互联网服务供应商目前分為以利用電信電路的FTTx、ADSL系統，以及利用有線電視電纜的Cable系統，其中ADSL用戶正在逐年減少。2022年時，固網寬頻帳號數為660萬，較2021年時增加30萬，其中FTTx約佔62%，Cable Modem約佔33%，ADSL約佔5%；其中46%的帳號下載速率介於100Mbps至500Mbps之間。
行動通信用戶在2022年時共有約3000萬戶，其中4G用戶約佔78%，較2021年時下降了7%，其餘為5G用戶。
國際海纜電路對外頻寬在2022年時為88,511Gbps，較2021年時增加了約12%。

## 歷史
- 2004年以前資料主要參考財團法人台灣網路資訊中心委託研究之「台灣網際網路發展史編撰研究計畫」期末報告[4]。

### 1990年以前：TANet成立以前發展[1][4][5][6]
皆是由撥接為主要的上網方式。
- 1985年4月：行政院核准教育部電算中心「加強大專校院教授研究服務計畫」，因此在大學設立「教學服務工作站」，為最早校園網路[7]。
- 1985年10月：
  - 教育部顧問室補助六所學校科系，將其VAX主機連接，成為IF-NET網路。
  - 教育部顧問室補助七所學校計算機中心，將其CDC主機連接，成為UN-INET網路[8]。
- 1987年8月：教育部電算中心與國際學術網路BITNET連線，直至1995年7月被Internet取代。
- 1987年10月：教育部電算中心補助校園網路建設計畫，其中包含台大、清大、交大、中央、成大等。
- 1988年9月：交通部電信研究所於新竹發展實驗網路FMAN，使用光纖連接。
- 1989年7月：頂級網域名稱.tw正式註冊成功。

### 1990年至1996年：TANet成立後到電信自由化前[4][9]
- 1990年7月：行政院核定「全國學術電腦資訊服務及大學電腦網路計畫、電腦系統擴充計畫」，以TCP/IP架構規劃台灣學術網路TANet[4][10]。
- 1991年1月：國科會成立「國家高速電腦中心」。
- 1991年7月：完成TANet骨幹架設並啟用。
- 1991年12月3日：教育部電算中心以64Kbps數據專線將TANet連結到美國普林斯頓大學的JvNCNet，就此台灣正式成為網際網路的一員。
- 1992年：台灣最早的網際網路服務供應商SEEDNet開放試用。[11][12]由經濟部科技顧問室委託資策會成立的SEED計畫演變而來。
- 1992年6月9日：TANet宣布對一般使用者開放服務。
- 1993年10月27日：台灣第一起校園網路發起抗議事件。交大學生透過BBS發起便當伙食不佳[4]。
- 1993年10月：台灣第一個商業化網路(蕃薯藤)創立。
- 1994年：中華電信旗下的HiNet成立，與TANet互聯。[11]
- 1995年12月27日：台灣第一個網路書店(博客來)成立。

### 1996年至2002年：電信自由化後至3G時代前
- 1996年1月16日：立法院三讀通過攸關電信事業開放的「電信三法」。
- 1996年11月：TWNIC的前身運作委員會成立。[11]

- 1998年電信自由化後：由有線電視系統業者的公司和信超媒體與東森寬頻率先推出了藉由電視電纜線路上網的單向Cable，剛開始台灣的寬頻市場幾乎為Cable主導，但由於台灣電信法規的限制初期並沒有全面開放雙向傳輸，所以還是必須透過撥接方式作為上傳。[來源請求]

- 1999年：中華電信與資訊工業策進會相繼推出了ADSL寬頻上網服務，由於涵蓋率遍及全國，加上多家ADSL業者競爭，使得ADSL在漸漸壓倒性地超越Cable而成為市場主流。而近年來在政府及中華電信的大力推動下FTTB及FTTH已經大量涵蓋，普及率激增。 在1999年，台灣經常上網人口約有480萬人。[13]
- 1999年7月，台灣成為ICANN正式會員國。[11]

### 2002年至2013年：3G時代至4G時代
2002年2月：3G執照競標結束，由遠致電信（後與母公司遠傳電信合併）、聯邦電信（後改名威寶電信，並與台灣之星合併）、台灣大哥大、中華電信和亞太行動寬頻（後併入亞太電信）五家業者得標。
2003年12月：《通訊傳播基本法》通過，明定獨立機關NCC為通訊傳播與通訊傳播事業的主管機關。
2005年7月：3G服務陸續啟用。
2009年4月：首家提供WiMAX服務的大同電信開台。

### 2013年至2019年：4G時代至5G時代
2013年9月：NCC進行4G行動頻譜釋照競標，由中華電信、遠傳電信、台灣大哥大與亞太電信（後與遠傳電信合併），以及新進的國碁電子（後與亞太電信合併）與台灣之星（後陸續與威寶電信及台灣大哥大合併）得標。同為新進的新建公司在第六天因競標金額超出預期、棄權次數過多而退場。
2014年5月29日：中華電信4G服務啟用，是首家啟用的業者。
2018年12月31日：3G服務結束，但4G網路的語音服務仍然會由CSFB技術回退到3G網路。

### 2019年至2024年：5G時代
2020年2月21日：5G第二階段競標結束，由中華電信、台灣大哥大、遠傳電信、亞太電信（後與遠傳電信合併）和台灣之星（後與台灣大哥大合併）五家現有業者得標，總標金1421.91億元。
2020年6月30日：中華電信5G服務啟用，是首家啟用的業者。
2024年6月30日：3G語音網路逐漸關閉，機場、偏鄉等區域會保留至2025年底。

## 服務分類

### 有線上網

#### 光纖（FTTx）
利用光纖線路連入網際網路。依照光纖線路與銅纜的連接點，可分為光纖到交換箱FTTE (Fiber To The Exchange)、光纖到路邊FTTC (Fiber To The Curb)、光纖到樓FTTB (Fiber To The Building)、光纖到家  FTTH (Fiber To The Home)等不同類型。
目前台灣計有數家ISP推出此服務，分別為：台灣固網（台灣大寬頻光纖mylife）、台灣數位光訊科技集團（哈NET）、新世紀資通（遠傳大寬頻Seednet、速博sparq）、中華電信（HiNet光世代）、台灣碩網網路娛樂（So-net）、大豐有線電視（大大寬頻）、台灣智慧光網（台北光纖）等 。

#### ADSL
利用既存的電話線（銅線），在不影響話音服務的同時，提供資料傳輸服務。
自2000年開始，中華電信數據通信分公司-Hinet開始提供512k/64k的ADSL。而市場上除了SEEDNet外，原本固守在Cable領域的和信超媒體以及亞太線上也轉戰ADSL市場。Hinet憑著本身獨佔電話線路的電信優勢，ADSL服務開始，立即取得9成市佔率，而改組後的SEEDNet維持市場第二大地位。而和信超媒體以「768k/128k的頻寬，512k/64k的價格」的策略切入市場，在短時間之內擁有ADSL用戶高達8萬人，取得了市場第三大地位，但也因用戶暴增，導致頻寬完全不以應付龐大的用戶量，再加上網路泡沫化在美國的NASDAQ股價暴跌，到2002年開始用戶大量流失。2001年，台灣最後一家加入寬頻市場的ISP業者So-net併購了台灣第一個ISP業者新絲路科技撥接用戶，於2001年9月開始提供ADSL與撥接寬頻服務，剛開始以~So Easy So Fun~，強調日式的寬頻服務，2002年4月開始，以SONY專業的ADSL、Adsl by Sony為號召，並且大手筆的贈送電腦週邊產品開始，打亂ADSL市場，並迫使已經毫無利潤的ADSL市場其競爭對手也開始以贈品、價格戰搶佔市場，在2003年7月的電信總局官方資料統計上，中華電信的Hinet因市場競爭過於激烈，使其市佔率一度低於七成市佔率，直到2004年台灣寬頻市場完全飽和。至2004年7月為止，擁有13萬名用戶的So-net Taiwan(市佔率2.54%)取代和信超媒體成為台灣第三大網路服務提供業者。2008年4月，台灣網路資訊中心公布2007(統計至2008年1月)台灣網路調查中，ADSL中華電信仍以84%市占率壟斷市場。

#### Cable（DOCSIS）
利用既存的光纖同軸混合電纜等有線電視基礎設施，以同軸電纜完成最後一哩。
有線電視系統業者的公司和信超媒體與亞太固網寬頻率先推出了藉由電視電纜線路上網，目前系統業者以HFC架構光纖骨幹搭配雙向Cable為主，已經無地區使用單向Cable，也就是上傳部分使用電話進行撥接。主要業者為：中嘉寬頻（bb光纖）、凱擘（凱擘大寬頻）、台灣寬頻通訊（TBC）、台灣數位光訊科技集團、大新店民主有線電視（大新店寬頻）、威達雲端電訊等。

### 無線上網、行動上網
1. Wi-Fi無線上網（無線區域網路標準）：在各種公眾場所（捷運站、餐廳、便利商店、圖書館、公務機關），使用Wi-Fi認證設備透過設置於該地的無線網路熱點連入網際網路，此類服務通常採用會員制管理，須事先成為該服務會員方可使用。如：APTG WI-FI、CHT WI-FI、FET-WIFI、iTaiwan、TWM-WIFI、WIFLY等。
2. 行動上網：透過行動電信業者所設置的行動電話基地臺連入網際網路。按使用行動通訊技術標準做世代區分，可分3G、3.5G、4G、5G。
  1. 3G行動網路
（UMTS系統）：中華電信、台灣大哥大、遠傳電信、威寶電信
（CDMA2000系統）：亞太電信
  2. 3.5G行動網路
（HSDPA 系統）：中華電信、台灣大哥大、遠傳電信、威寶電信
（EVDO Rev A系統）：亞太電信
  3. 4G行動網路（LTE系統）：中華電信、台灣大哥大、遠傳電信、台灣之星、亞太電信
  4. 5G行動網路（NR系統）：中華電信、台灣大哥大、遠傳電信、台灣之星、亞太電信

## 國內連線

### 海底電纜
國內海纜共10條，均由中華電信建置，2019年至2023年發生外力破壞或推擠受損依序發生7件、8件、5件、4件與12件。

### 骨幹光纖網路
TANet使用100Gbps骨幹網路與雙中心架構，主節點位於台北、台中、台南與新竹。
TWAREN台灣高品質學術研究網路提供100Gbps頻寬，並與TANet備援，主結點位於中研院、台北國教院、竹科、中科與南科。
HiNet骨幹網路總頻寬為26,634.050Gbps。

## 對外連線

### 海底電纜
| 纜線名稱                         | 連接地區                                                     | 組成                                      | 容量          | 啟用時間               | 退役時間       | 備註                                         | 參考資料                    |
| -------------------------------- | ------------------------------------------------------------ | ----------------------------------------- | ------------- | ---------------------- | -------------- | -------------------------------------------- | --------------------------- |
| TRANSPAC-2                       | 關島、 日本、 新加坡                                         |                                           |               | 1975年                 |                |                                              |                             |
| Taiwan-Luzon（TAILU）            | 菲律賓                                                       |                                           |               | 1980年                 | 晚於1989年     | 已退役                                       | [ 33 ]                      |
| HONTAI-2                         | 香港                                                         | 光纖                                      | 420Mbps       | 1990年                 |                | 已退役                                       | [ 34 ]                      |
| APC                              | 日本、 香港、 马来西亚、 新加坡                              |                                           | 1680Mbps      |                        |                | 啟用時間不早於1993年8月                      | [ 35 ]                      |
| 亞太海纜 （APCN）                | 泰國、 马来西亚、 新加坡、 印度尼西亞、 香港、 菲律賓、 日本 |                                           | 10Gpbs        | 1997年                 |                |                                              | [ 35 ]                      |
| 中美海纜 （CUCN, CHUS）          | 中国、 日本、 關島、 美国                                    | 4對光纖                                   | 5.12Tbps      | 2000年1月19日          | 2016年12月24日 |                                              | [ 36 ] [ 35 ] [ 34 ]        |
| SEA-ME-WE 3 Segment S1           | 、 日本、 中国、 香港                                        | 8對光纖                                   | 1020Gbps      | 1999年9月              |                | 啟用時間不早於2000年9月 容量為約2009年升級後 | [ 35 ] [ 34 ]               |
| 亞太2號海底電纜 （APCN-2）       | 中国、 香港、 日本、 马来西亚、 新加坡、 菲律賓              | 4對光纖                                   | 2.56Tbps      | 2001年12月             |                |                                              | [ 37 ] [ 38 ]               |
| 環球海底光纜北亞環 （FLAG-FNAL） | 香港、 日本                                                  | 2對光纖                                   | 870Gbps       | 2001年6月              |                | 容量為約2009年第八次升級後 與RNAL共同開發    | [ 39 ] [ 40 ] [ 35 ] [ 34 ] |
| 北亞光纜系統 （NACS）            | 香港、 中国、 日本                                           | 3對光纖                                   | 2.52Tbps      | 2002年                 |                | 香港-日本段使用3對光纖                       | [ 41 ] [ 35 ] [ 42 ] [ 35 ] |
| RNAL                             | 香港、 日本、                                                | 6對光纖                                   | 1920+1200Gbps | 2002年5月2日           |                | 東線於2001年7月27日啟用 與FNAL共同開發       | [ 43 ]                      |
| EAC-C2C                          | 新加坡、 香港、 中国、 菲律賓、 日本                         |                                           | 2.5Tbps       | 2002年11月、2007年合併 |                | 由EAC與C2C合併                               | [ 44 ] [ 45 ]               |
| 跨太平洋快線 （TPE, TPE2）       | 中国、 日本、 美国                                           |                                           | 5.12Tbps      | 2008年9月              |                |                                              | [ 46 ] [ 47 ]               |
| 金廈海纜（CSCN）                 | 中国                                                         | 12對光纖×2路由                            | 9.6Tbps       | 2012年8月              |                |                                              | [ 48 ] [ 49 ]               |
| 海峽光纜1號 （TSE-1）            | 中国                                                         | 8對光纖                                   | 6.4Tbps       | 2013年1月8日           |                |                                              | [ 50 ] [ 51 ] [ 52 ] [ 34 ] |
| FASTER                           | 日本、 美国                                                  | 6對光纖                                   | 60Tbps        | 2016年6月              |                |                                              | [ 53 ] [ 54 ] [ 55 ] [ 56 ] |
| 亞太直達海纜 （APG）             | 中国、 香港、 日本、 马来西亚、 泰國、 越南、 新加坡         |                                           | 54Tbps        | 2016年10月31日         |                |                                              | [ 57 ]                      |
| 新跨太平洋海纜 （NCP）           | 中国、 日本、 美国                                           | 7+2對光纖                                 | 82+24Tbps     | 2019年1月              |                | 部分於2018年2月22日啟用                      | [ 58 ] [ 59 ] [ 60 ]        |
| PLCN                             | 菲律賓、 美国                                                | 6對光纖                                   | 144Tbps       | 2022年1月              |                | 香港路徑脫離                                 | [ 61 ] [ 62 ]               |
| 東南亞日本二號 （SJC2）          | 新加坡、 泰國、 柬埔寨、 越南、 香港、 中国、 日本           | 8對光纖                                   | 144Tbps       | 預計2025年             |                | 最多8對、容量為總容量                        | [ 63 ] [ 64 ] [ 65 ]        |
| 台灣-菲律賓-美國 （TPU）         | 美国、 菲律賓                                                | 16對光纖（跨太平洋）/20對光纖（台菲支線） | 260Tbps       | 預計2025年             |                |                                              | [ 66 ] [ 67 ]               |
| Apricot                          | 新加坡、 日本、 關島、 菲律賓、 印度尼西亞                   |                                           |               | 預計2026年             |                |                                              | [ 68 ] [ 69 ]               |
| GPT                              | 關島、 菲律賓                                                |                                           |               |                        |                | 已退役                                       |                             |
| JNAC                             | 美国、 日本、 中国、                                         |                                           |               |                        |                | 計畫放棄                                     |                             |
| TAIGU                            | 關島                                                         |                                           |               |                        |                | 已退役                                       |                             |

## 爭議

### 中華電信對電路的壟斷
中華電信在2000年上市後，以超過新臺幣3000億元的價格向政府取得俗稱「最後一哩」的電話銅線，而且室內電話的市佔率高達97%，使得中華電信在ADSL市場有著顯著優勢。NCC在2006年12月21日公告用戶迴路為瓶頸所在設施，要求無正當理由不得拒絕其他經營者的共用請求，且必須以含合理利潤的成本價計算。不過，其他業者仍然認為租用成本過高且中華電信通過申請租用的比率偏低，例如博速申租65條迴路，中華電信只通過申租5條。

### 台台併超額頻寬
根據《無線電頻率使用管理辦法》，電信事業實際可使用頻寬於1GHz以下不得超過總頻寬三分之一，而合併後的台灣大哥大超過限制10MHz，且在申請時即已明知。2023年1月18日，NCC通過台灣大哥大與台灣之星的電信事業合併案，以附加付款要求業者於2024年6月30日之前以繳回、轉讓或交換來改正。
台灣大哥大在NCC決議前便認為不應繳回，也多次表達對於NCC決議的不滿，並在2023年3月17日向台北高等行政法院提起訴訟。2024年8月15日，臺北高等行政法院因此件聲請停止執行於法不合，裁定駁回，可抗告。
2024年，台灣大哥大因持續使用超額頻譜，未履行電信合併案附款，被NCC依《行政執行法》於7月10日第一次開罰怠金30萬元，之後又第二次被開罰30萬。
2024年，台灣大哥大因使用超額超頻網路，不符其網路設置計畫，被NCC依《電信管理法》分別在7月17日（22日）、7月31日（8月2日）與8月14日三度開罰300萬元，使得罰鍰總額達到960萬。
2024年9月3日，台灣大哥大向數位發展部申請繳回超額頻譜，頻段為890～895MHz以及935～940MHz。NCC於4日表示，台灣大哥大未繼續使用935MHz到940MHz頻率，因此不會繼續針對網路設置計畫開罰。

## 中斷事故

### 行動網路

#### 中華電信
2017年2月12日15時，由於邊界路由故障，導致4G上網障礙，部分地區無法上網，影響至少38萬用戶。
2025年7月31日3時，全國行動電話語音無法撥打與接聽電話，於6時陸續恢復，需要用戶主動將手機重新啟動或切換到飛航模式才能夠恢復。中華電信依照《中華電信股份有限公司行動寬頻服務契約》中阻斷4至8小時的規定，補償月租費百分之八的國內語音通信費。

#### 台灣之星
2022年5月10日，11時46分台電那魯灣大樓電力設備燒毀，且核心網機房備援電力不足，導致13時23分左右開始斷訊，語音與數據網路自13時49分發布障礙。數據網路從14時40分開始恢復，語音服務從16時20分開始恢復。

### 海底纜線

#### NACS北亞光纜系統
2024年3月13日，東沙島西北外海區段HJ接地故障，於2024年4月14日由堅定號（CS RESOLUTE）於2024年4月14日完成搶修。
2024年4月3日，東部外海區段2香港方向疑因地震導致故障，電路未能由堅定號（CS RESOLUTE）於2024年7月3日完成搶修，於2024年8月6日由彼得輝柏號修復完成。
2025年1月1日區段1故障，預計由依勒代克斯號（ILE D AIX）修復。

#### EAC
2025年7月11日0時13分，EAC1斷線。

#### C2C
2025年7月10日21時47分，C2C海纜斷線。

#### F/RNAL
2021年12月27日，連線中國及香港異常。
2023年2月21日，連線香港異常，於2023年3月27日修復。
2024年1月11日，連線中國及香港異常。
2024年3月13日，連線中國及香港異常，於2024年8月7日修復。
2025年7月6日，連線日本及香港異常。

#### APG亞太直達海纜
2021年1月9日，連線美國、日本、中國、香港與新加坡異常。

## 外部連結
维基共享资源上的相關多媒體資源：台灣網際網路